# Biserica de lemn din Malaia

Biserica de lemn din Malaia. Foto: 2009

Pisania de deasupra intrării în biserică. Foto: 2009

Biserica de lemn din Malaia, cu hramul „Sfântul Nicolae și Cuvioasa Paraschiva", este un monument de arhitectură cu codul LMI VL-II-m-B-09801. Biserica datează din anul 1807 și este plasată în cimitirul satului.

## Istoric și trăsături
Biserica de lemn „Sfântul Nicolae și Cuvioasa Paraschiva” a fost ridicată „În zilele Blagocestivului Domn Ioan Alisandru Ipsilant Voievod la anul de la Adam 7315 – iunie [...]. Biserica a fost realizată în cinci zile. În partea dreaptă a pisaniei  apare textul „Rescumpăratunei pre noi Doamne din blestemul legi cu scump sângele tău: Pre Cruce fiind resticnit, și cu sulița în costa înpuns. Păzește Doamne pre acest sf. Locaș care l-ai câștigat cu scump sângele tău.“